# 14 minutes avant le décollage

14 minutes avant le décollage (en russe Четырнадцать минут до старта, Tchetyrnadtsat' minout do starta), également connue sous le nom de Je crois, mes amis (Я верю, друзья, Ya vièriou drouzia) est une chanson populaire soviétique composée en 1960 par Oscar Feltsman, sur des paroles de Vladimir Voïnovitch. L'interprète original était Vladimir Trochine. La chanson a été écrite comme hymne officieux du programme spatial soviétique et est devenue un symbole important de l'ère de la course à l'espace, ayant été imprimée par deux fois dans la Pravda et ayant même chantée dans l'espace par les cosmonautes Andrian Nikolaïev et Pavel Popovitch lors de la mission Vostok 3.

## Création et premiers succès
14 minutes avant le décollage a été écrite à l'automne 1960 par Vladimir Voïnovitch, un auteur soviétique relativement inconnu à l'époque, pendant ses six mois de travail en tant qu'écrivain pour la radio nationale soviétique. Fin 1960, le gouvernement soviétique demande qu'une chanson soit écrite pour commémorer la mission Vostok 1, dont le lancement était prévu à la mi-1961. Dans sa biographie Design, Voïnovitch affirme qu'il était le seul travailleur de la radio soviétique à se porter volontaire pour écrire les paroles de cette chanson ; ainsi, avec l'aide d'Oscar Feltsman, la chanson a été achevée moins d'une semaine après la commande. Selon Vladimir Trochine, son premier interprète, la chanson a été enregistrée trois mois avant le premier vol humain dans l'espace.

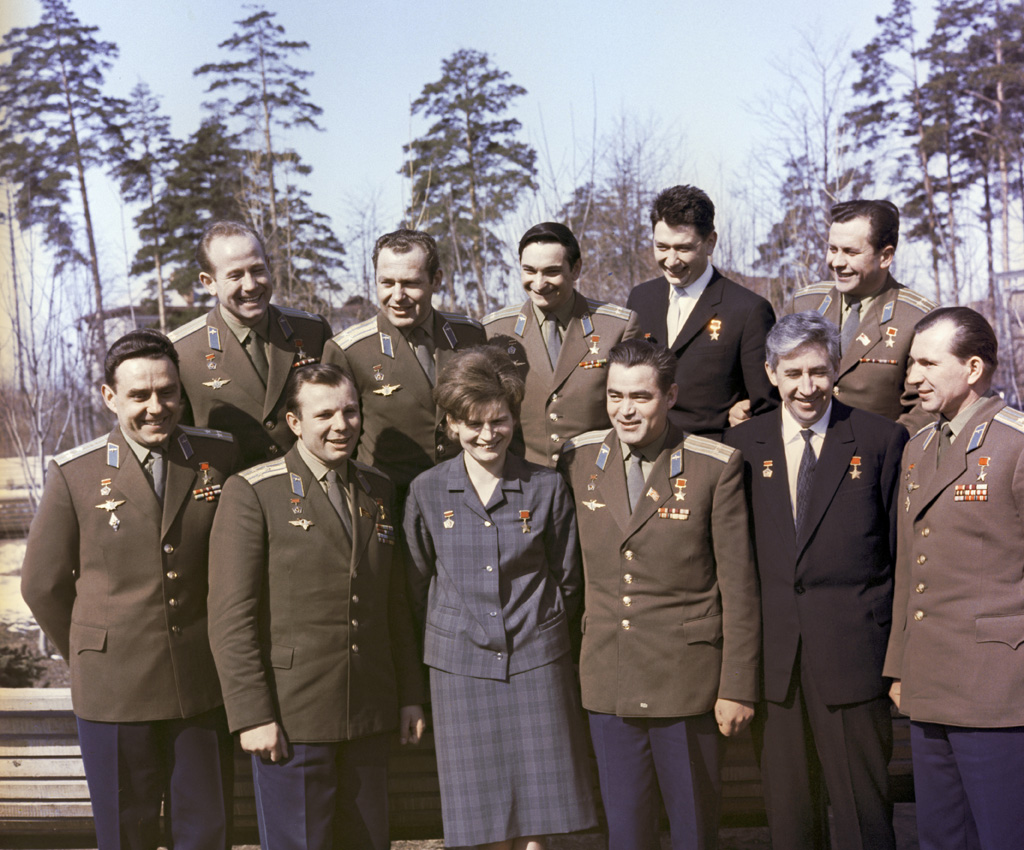
Un groupe de cosmonautes soviétiques éminents de la même époque que la chanson, dont Youri Gagarine de Vostok 1 (première rangée, deuxième à partir de la gauche) ainsi que Pavel Popovich de Vostok 4 (rangée du fond, à l'extrême droite) et Andriyan Nikolayev de Vostok 3 (première rangée, troisième à partir de la droite).

Le clip en a été tourné avant le premier vol spatial humain et sa diffusion télévisuelle a eu lieu immédiatement après. La chanson a atteint son apogée en popularité à l'été 1962, lorsqu'elle a été chantée à bord des vols spatiaux conjoints Vostok 3 et 4 par leurs cosmonautes respectifs Andriyan Nikolayev et Pavel Popovich, ainsi que lorsque les équipages ont été reçus par Nikita Khrouchtchev après leurs missions. La chanson, toujours interprétée par Trochine, figure également dans le film fantastique « Vers le rêve » (1963).
Par la suite, la chanson a été interprétée par un grand nombre d'interprètes — dont Georg Ots, Yossif Kobzon, Iouri Vizbor, etc.

## Censure et critique
Plusieurs modifications ont été apportées aux paroles de 14 minutes avant le décollage après sa parution. L'un des premiers changements a été la modification des paroles : la « planète bleue » (planièta goloubaïa) devient la en « planète chérie » (planièta dorogaïa) presque immédiatement après que la chanson ait été soumise au ministère soviétique de la Culture pour édition. La raison exacte pour laquelle ces paroles ont été modifiées demeure inconnue. Une autre tentative de modification des paroles visait à remplacer le terme « chemins poussiéreux » (pylnykh tropinkakh), qui a été critiqué par les censeurs soviétiques comme « déromantisant l'image de l'espace ». Il a été proposé de lui substituer l'expression « nouveaux chemins » (novykh tropinkakh) à la place, mais Voïnovitch refuse de changer ces paroles. Dans sa biographie, celui-ci défend son choix de mots en affirmant que tout chemin cosmique serait poussiéreux car « il n'y a pas d'essuie-glaces dans l'espace », et que l'utilisation du terme « nouveaux chemins » impliquait qu'il existait d'anciens chemins préexistants. Les paroles « chemins poussiéreux » ont donc été conservées dans la version finale.
Lors de l'émission télévisée, Pavel Popovitch, tout en faisant l'éloge de la chanson, a déclaré à Oscar Feltsman que la phrase « fumons avant le départ » était incorrecte, car les cosmonautes n'ont pas le droit de fumer avant le départ. Des années plus tard, Voïnovitch a répondu à Popovitch en disant que, dans la mesure où il ne prétendait pas lui apprendre comment piloter un vaisseau spatial, Popovitch lui n'avait pas le droit de lui dire comment écrire des paroles de chansons,.
En 1974, Voïnovitch est expulsé de l'Union des écrivains soviétiques, puis exilé d'URSS six ans plus tard. Après son expulsion, la popularité de 14 minutes avant le décollage a considérablement diminué ; il est cependant à noter que cette diminution de diffusion a coïncidé avec une diminution générale de l'exploration spatiale soviétique.

## Héritage
La chanson n'a pas été largement distribuée en Union soviétique avant le succès de la mission Vostok 1, mais elle est devenue par la suite un ajout presque obligatoire à tout répertoire musical lié à l'espace. Elle reste une chanson modérément populaire en Russie aujourd'hui et a donné lieu à plusieurs parodies contemporaines.
En 2009, la chanson a été incluse dans la compilation thématique Through thorns to the stars. Songs about Space du label Melodiya. En 2017, lors d'une rencontre avec des étudiants de l'Université d'État de Moscou, la chanson a été interprétée par le président russe Vladimir Poutine.
En l'honneur du 60e anniversaire du vol de Youri Gagarine dans l'espace, l'Orchestre de la police de Moscou a enregistré un clip vidéo sur la chanson. Les costumes et l'intérieur de l'appartement de Gagarine ont été recréés pour le tournage, et des images d'archive ainsi que des objets emblématiques de la biographie du premier cosmonaute ont été utilisés.